# NGC 1702
NGC 1702 je otvoreni skup u zviježđu Stolu. 

## Vanjske poveznice
- SEDS: NGC 1702